# ألفارو خيمينيز
ألفارو خيمينيز كانديلا (بالإسبانية: Álvaro Giménez Candela؛ المولود 19 مايو 1991) هو لاعب كرة قدم إسباني يلعب حاليًّا مع نادي قادش الإسباني كمهاجم.
شارك مع منتخب إسبانيا تحت 17 سنة لكرة القدم. أما مع النوادي، فقد لعب مع ريال مايوركا ب وريال مايوركا ونادي إلتشي وTorrellano Illice CF ‏ وElche CF Ilicitano ‏ وفالنسيا ميستايا.

## وصلات خارجية
- ألفارو خيمينيز على موقع قاعدة بيانات كرة القدم.إي يو (الإنجليزية)
- ألفارو خيمينيز على موقع Soccerbase.com (لاعب) (الإنجليزية)
- ألفارو خيمينيز على موقع Soccerway.com (الإنجليزية)
- ألفارو خيمينيز على موقع AS.com (الإسبانية)